# Come Play (film)
Come Play è un film horror statunitense del 2020 scritto e diretto da Jacob Chase. È stato distribuito negli Stati Uniti il 30 ottobre 2020 da Focus Features, ricevendo recensioni miste dalla critica.

## Trama
Oliver è un bambino autistico affetto da mutismo che usa uno smartphone per comunicare con le persone. È perlopiù accudito da sua madre, Sarah, mentre il padre Marty trascorre gran parte del suo tempo al lavoro cercando di sbarcare il lunario. Il matrimonio tra i due è in crisi a causa della fatica che Sarah impiega nell'occuparsi del figlio, a tal punto che Marty se ne va di casa. Una notte, sul cellulare di Oliver compare un'app di una storia per bambini illustrata chiamata "Mostri Incompresi"; è l'inquietante fiaba di uno spaventoso mostro di nome Larry, che desidera avere un amico. Da quando legge la storia, ad Oliver capitano strani avvenimenti: le luci si spengono da sole nella stanza in cui si trova e, mentre gioca con un'app di immagini, appare un'altra faccia alle sue spalle dall'armadio. A scuola Oliver viene bullizzato dai compagni, che lo attirano in un campo e gli rubano il telefono gettandolo nell'erba alta.
Sarah è preoccupata poiché Oliver è emarginato, quindi organizza un pigiama party invitando i tre bambini che lo avevano preso in giro. Uno di loro recupera il tablet che Oliver aveva nascosto e legge la storia di Larry; quest'ultimo appare nella stanza, visibile solo attraverso la fotocamera del tablet. Byron, uno dei bambini, viene attaccato, e i ragazzini, terrorizzati, danno la colpa ad Oliver. Nei giorni seguenti, anche Sarah è vittima di diversi episodi paranormali. Scopre l'esistenza di Larry e si confronta con lui attraverso il tablet di Oliver, scoprendo che la creatura vuole portare con sé il bambino nel suo mondo.
La donna resta spaventata dall'accaduto e ne parla con Marty, che, non credendo alla sua storia, per tranquillizzarla porta con sé Oliver al suo lavoro di addetto al parcheggio notturno. Larry si palesa e inizia a perseguitarli, pertanto Marty e Sarah distruggono il tablet del figlio convincendosi che così impediranno al mostro di raggiungerli. Byron è rimasto traumatizzato dall'incidente a casa di Oliver, ma poi chiarisce quanto è accaduto davvero ai genitori. Si scopre che una volta Byron e Oliver erano buoni amici, ma dopo che Oliver lo colpì accidentalmente le loro madri portarono la loro amicizia alla rottura. Una volta chiariti, i due bambini si riconciliano.
Una notte, mentre si trova al lavoro, Marty viene attaccato da Larry, il quale viaggia attraverso i dispositivi elettronici e può essere visto attraverso gli schermi. Marty cerca di sfuggirgli e resta ferito in un incidente stradale. Larry procede poi a comparire in casa di Oliver per rapirlo e portarlo con sé, rivelando di essere una creatura prodotta dalla solitudine presente nel mondo a causa dell'estrema concentrazione che le persone danno agli schermi. Sebbene Sarah distrugga tutti gli apparecchi elettrici nell'abitazione, la creatura riesce a riprodurre sul televisore l'intera fiaba. Ciò gli consente di assumere una forma fisica nel mondo reale senza bisogno di uno schermo, pertanto inizia a perseguitare Oliver e Sarah per tutta la casa. Il bambino conduce la madre al campo vicino alla scuola, poiché lì non c'è elettricità e Larry non può seguirli, ma la creatura riesce ad apparire utilizzando il telefono di Oliver precedentemente buttato nell'erba. Il bambino viene trascinato via da Larry e dovrebbe prendergli la mano per essere portato nel suo mondo, ma all'ultimo è Sarah a farlo per diventare sua amica e tenere al sicuro Oliver. Il bambino ha finalmente modo di guardare negli occhi sua madre per la prima volta, poi lei scompare con il mostro che la porta con sé.
Qualche tempo dopo, Oliver è andato a vivere con Marty, il quale è molto più coinvolto nella sua terapia; il bambino sta imparando a comunicare a parole ed entrambi cercano di superare la perdita di Sarah. Una notte, Oliver scende in salotto quando le luci della sua stanza iniziano a lampeggiare. Marty scende a sua volta e vede il figlio giocare con una figura invisibile, commuovendosi quando scopre tramite la telecamera del telefono che si tratta di Sarah, la quale, pur trovandosi "nell'altro mondo", promette a Oliver di proteggerlo sempre.

## Produzione
Nell'ottobre 2018 venne annunciato che Jacob Chase avrebbe scritto e diretto un adattamento cinematografico del suo cortometraggio Larry.  Nel settembre 2018 vennero scritturati Gillian Jacobs e Azhy Robertson  e, nel novembre 2018, si aggiunse anche John Gallagher Jr. Il film è costato 9 milioni di dollari.

## Distribuzione
Come Play è stato distribuito nelle sale negli Stati Uniti il 30 ottobre 2020. Originariamente era previsto che uscisse il 24 luglio 2020, ma subì uno spostamento a causa della pandemia di COVID-19. È stato distribuito in DVD e Blu-ray il 26 gennaio 2021 dalla Universal Pictures Home Entertainment.

## Accoglienza

### Incassi
A partire dal 1º marzo 2021, Come Play ha incassato 10,5 milioni di dollari negli Stati Uniti e in Canada e 2,7 milioni di dollari in altri territori, per un totale mondiale di $ 13,2 milioni. Il film ha incassato 1 milione di dollari nel suo primo giorno, inclusi 150.000 dollari dalle anteprime di giovedì sera.

### Critica
Su Rotten Tomatoes il film ha un indice di gradimento del 57% sulla base di 107 recensioni, con una valutazione media di 6/10. Su Metacritic, il film ha un punteggio medio ponderato di 58 su 100, basato su 21 critici, che indica "recensioni contrastanti o medie". Il pubblico intervistato da CinemaScore ha assegnato al film un voto medio di "B–" su una scala da A+ a F, mentre PostTrakha riferito che il 60% del pubblico ha dato al film un punteggio positivo, con il 40% che ha affermato che lo consiglierebbe sicuramente.